# Passeport azerbaïdjanais
Le passeport azerbaïdjanais est un document de voyage international délivré aux ressortissants azerbaïdjanais, et qui peut aussi servir de preuve de la citoyenneté azerbaïdjanaise. 
Le passeport ordinaire est valide pour 10 ans (depuis 2007) à compter de la date de délivrance et contient 34 pages de visa. Le contenu du passeport est imprimé en azerbaïdjanais et en anglais.  
Depuis le 1er janvier 2018, les citoyens azerbaïdjanais ont accès à 63 pays et territoires sans visa ou à l'arrivée, ce qui place le passeport azerbaïdjanais au 72e rang en termes de liberté de voyager selon l'indice des restrictions de visa Henley.

## Liste des pays où il est interdit
- Arménie

## Types de passeports
- Passeport ordinaire : délivré aux citoyens normaux.
- Les passeports ordinaires sont délivrés en deux durées de validité différentes : cinq et dix ans. Les citoyens azerbaïdjanais âgés de moins de 18 ans peuvent seulement obtenir un passeport de cinq ans, tandis que ceux qui ont dix-huit ans ou plus ont un passeport (vert) de dix ans.
- Passeport officiel : délivré aux fonctionnaires.
- Passeport diplomatique : délivré aux diplomates et aux membres de leur famille et aux hauts fonctionnaires du gouvernement.

## Apparence physique
Armoiries de l'Azerbaïdjan est imprimé en relief dans le centre de la couverture avec "Azərbaycan Respublikası" en Azéri et "Republic of Azerbaijan" en anglais au-dessus des armoiries, ainsi que, "PASPORT" et "PASSPORT" imprimé au-dessous.
Le passeport est de 88 x 125 mm avec un total de 54 pages.
Conformément au type de passeport, les échantillons de passeports azerbaïdjanais peuvent être des couleurs suivantes :
- Passeport civil - vert foncé
- Passeport officiel - bleu foncé
- Passeport diplomatique - rouge foncé

## Page d'information
Le passeport comprend les données suivantes :
- Photographie en noir et blanc du citoyen
- Type de passeport (PC - ordinaire, PS - service, PD - diplomatique)
- Code d'état (AZE)
- Numéro de passeport
- Le prénom
- Le nom
- Citoyenneté (Azerbaïdjanais)
- Date de naissance
- Sexe
- Lieu de naissance
- Date d'émission
- Date d'expiration
- Numéro personnel (code PIN du citoyen)
- Lieu d'émission
- La signature du citoyen

## Passeport biométrique

Conditions de visa pour les citoyens azerbaïdjanais.

De nouveaux passeports biométriques azerbaïdjanais ont été annoncés le 17 juillet 2012.
Le nouveau passeport est conforme au document de réglementation de l'OACI 9303. Le passeport électronique indiquant la présence de la puce RFID est placé sur la couverture du passeport, ainsi que sur la photo du détenteur sur la page d'information rigide principale qui contient la puce RFID ainsi qu'une zone lisible par machine au bas de la page. La conception globale de la nouvelle brochure, en dehors de ce qui est mentionné ci-dessus, ne diffère pas de la précédente conception de livrets non biométriques.

Armoiries de la République d'Azerbaïdjan sont imprimées sur la couverture du passeport.
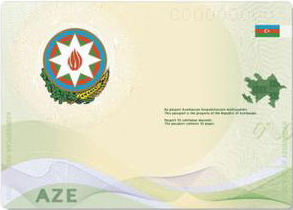
La première page du passeport électronique azerbaïdjanais.
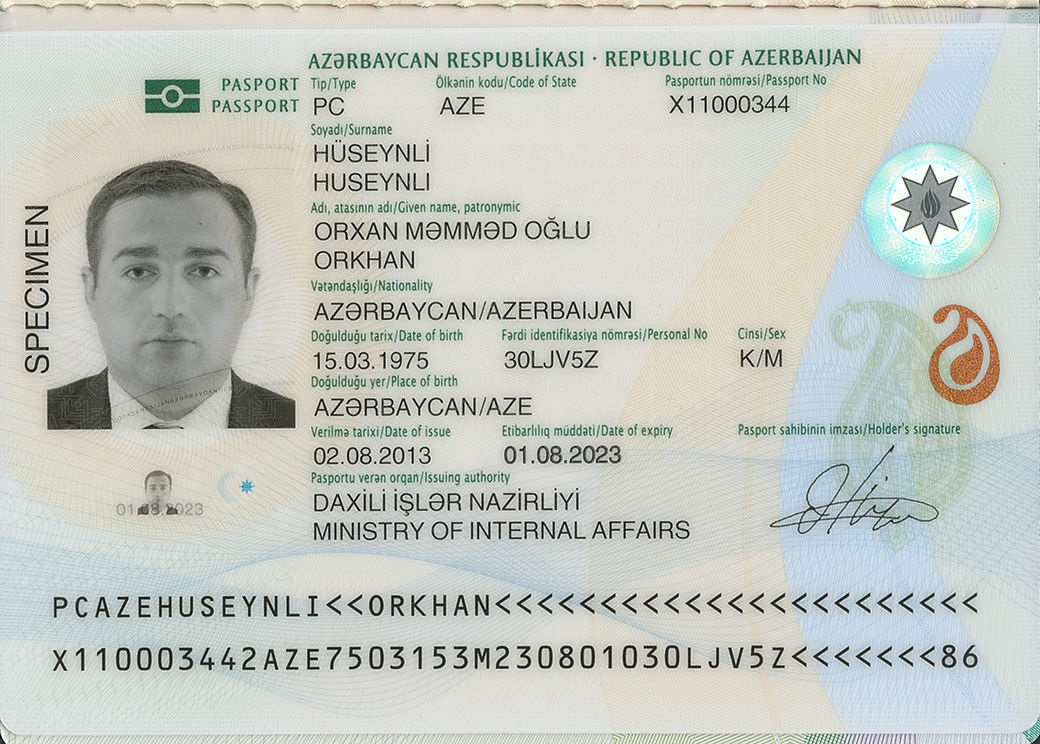
La page de données du passeport biométrique azerbaïdjanais